# Jon Voight
Jonathan Vincent Voight (Yonkers, New York, 29 december 1938) is een Amerikaans filmacteur. Hij won in 1979 een Oscar voor zijn hoofdrol als Luke Martin in de drama-oorlogsfilm Coming Home. Daarnaast werden hem meer dan vijftien andere acteerprijzen toegekend, waaronder Golden Globes in 1970 (voor de dramafilm Midnight Cowboy), 1979 (voor Coming Home), 1986 (voor de actie-avonturenfilm Runaway Train) en 2014 (voor de dramaserie Ray Donovan) en een BAFTA Award in 1970 (voor Midnight Cowboy). Voight is de vader van filmactrice Angelina Jolie en de broer van de singer songwriter Chip Taylor.

## Carrière
In de jaren zestig speelde Voight in de televisieserie Gunsmoke. In 1967 volgde zijn filmdebuut met de film Fearless Frank. Voights doorbraak kwam in 1969 met zijn hoofdrol als Joe Buck in de film Midnight Cowboy, waarvoor hij een BAFTA en een Golden Globe won en genomineerd werd voor een Oscar en een tweede Golden Globe. In de jaren zeventig groeide Voight uit tot een van de meest succesvolle acteurs in Hollywood. Hij werd genomineerd voor Golden Globes voor zijn rollen in Deliverance (1972) en The Champ (1979), en voor zijn hoofdrol in Coming Home (1978) won hij een Oscar en een Golden Globe. In de jaren tachtig nam het aantal films waarin Voight speelde af, hoewel hij voor zijn rol in de film Runaway Train (1985) een Golden Globe won en voor de derde keer werd genomineerd voor een Oscar. In de jaren negentig werd hij genomineerd voor Golden Globes voor The Last of His Tribe (1992) en The Rainmaker (1997), en speelde hij in de blockbuster Mission:Impossible (1996). In 2001 had hij een bijrol in Ali, waarvoor hij een vierde Oscarnominatie en een Golden Globenominatie ontving. Datzelfde jaar speelde hij naast zijn dochter, Angelina Jolie, in de film Lara Croft: Tomb Raider. In 2009 had Voight een bijrol in de televisieserie 24.

## Privé
Voight trouwde in 1962 met actrice Lauri Peters. Het paar scheidde in 1967. In 1971 hertrouwde Voight met actrice Marcheline Bertrand. Zij gingen in 1976 uit elkaar en scheidden in 1980. Met Bertrand kreeg hij een zoon, James Haven (1973), en een dochter, Angelina Jolie (1975). Beiden zijn actief in de filmwereld. Voight had jarenlang geen contact met zijn kinderen, maar dat werd in 2009 hersteld.

## Filmografie
- Megalopolis (2024)
- Fantastic Beasts and Where to Find Them (2016) - Henry Shaw sr.
- Woodlawn (2015) - Paul "Bear" Bryant
- Ray Donovan (2013) - Mickey Donovan
- 24 (2009) - Jonas Hodges (Televisieserie; tien afleveringen)
- Tropic Thunder (2008) - Zichzelf
- Anywhere But Home (2008) - Creighton
- An American Carol (2008) - George Washington
- Pride and Glory (2008) - Francis Tierney sr.
- Four Chrismases (2008)
- National Treasure 2 (2007) - Patrick Gates
- Transformers (2007) - Secretary of Defence
- Bratz (2007) - Principal Dimly
- The Legend of Simon Conjurer (2006) - Dr. Crazx
- Glory Road (2006) - Adolph Rupp
- September Dawn (2006) - Jacob Samuelson
- Pope John Paul II (2005) - Paus Johannes-Paulus II (Televisiefilm)
- National Treasure (2004) - Patrick Gates
- The Manchurian Candidate (2004) - Senator Thomas Jordan
- Superbabies: Baby Geniuses 2 (2004) - Bill Biscane / Kane
- Holes (2003) - Marion 'Mr. Sir' Sevillo Roosevelt
- Second String (2002) - Chuck Dichter (Televisiefilm)
- Jack and the Beanstalk: The Real Story (2001) (Televisieserie)
- Uprising (2001) - Maj. Gen. Jürgen Stroop
- Ali (2001) - Howard Cosell (nominatie Oscar voor Beste Mannelijke Bijrol)
- Pearl Harbor (2001) - President Franklin D. Roosevelt
- Lara Croft: Tomb Raider (2001) - Lord Richard Croft
- Zoolander (2001) - Larry Zoolander
- Noah's Ark (1999) - Noah
- A Dog of Flanders (1999) - Michel La Grande
- Varsity Blues (1999) - Coach Bud Kilmer
- The General (1998) - Ned Kenny
- Enemy of the State (1998) - Thomas Brian Reynolds
- Most Wanted (1997) - Gen. Adam Woodward/Lt. Col. Grant Casey
- U Turn (1997) - Blinde man
- Anaconda (1997) - Paul Sarone
- Rosewood (1997) - John Wright
- The Rainmaker (1997) - Leo F. Drummond
- Mission: Impossible I (1996) - Jim Phelps
- Heat (1995) - Nate
- The Rainbow Warrior (1992) - Peter Willcox
- The Last of His Tribe (1992) - Professor Alfred Kroeber
- Chernobyl: The Final Warning (1991) - Dr. Robert Peter Gale (Televisiefilm)
- Eternity (1989) - Edward/James
- Desert Bloom (1986) - Jack Chismore
- Runaway Train (1985) - Oscar Manheim (nominatie Oscar voor Beste Acteur)
- Table for Five (1983) - J. P. Tannen
- Lookin' to Get Out! (1982) - Alex Kovac
- The Champ (1979) - Billy Flynn
- Coming Home (1978) - Luke Martin (won Oscar voor Beste Acteur en Beste acteur op Cannes)
- End of the Game (1975) - Walter Tschanz
- The Odessa File (1974) - Peter Miller
- Conrack (1974) - Pat Conroy
- The All-American Boy (1973) - Vic Bealer
- Deliverance (1972) - Ed Gentry
- Catch-22 (1970) - 1st Lt. Milo Minderbinder
- The Revolutionary (1970) - A
- Out of It (1969) - Russ
- Midnight Cowboy (1969) - Joe Buck (nominatie Oscar voor Beste Acteur)
- Hour of the Gun (1967) - Curly Bill Brocius
- Fearless Frank (1967) - Fearless Frank
- Gunsmoke (1966-1969) - Cory (Televisieserie; drie afleveringen)